# توم براون (لاعب كرة قاعدة)
توم براون (بالإنجليزية: Tom Brown)‏ هو لاعب كرة قاعدة أمريكي، ولد في 10 أغسطس 1949 في لافاييت في الولايات المتحدة.

## وصلات خارجية
- توم براون على موقعبيزبول رفرنس.كوم (الدوري الرئيسي) (الإنجليزية)
- توم براون على موقعبيزبول رفرنس.كوم (الدوري الثانوي) (الإنجليزية)